# رقروق قاهري
الرقروق القاهري أو حشمة أو الجضيم أو الخشين أو الرعل (باللاتينية: Helianthemum kahiricum) نوع نباتي يتبع جنس الرقروق من الفصيلة القريضية.

## الموئل والانتشار
النبات واطن في بلاد الشام ومعظم مناطق الوطن العربي.

## مرادفات للاسم العلمي
- (باللاتينية: Cistus kahiricus Steud.)
- (باللاتينية: Helianthemum acutiflorum Ehrenb. ex Willk.)
- (باللاتينية: Helianthemum kahiricum f. laxum Maire)

## وصلات خارجية
- موقع الأزهار البرية